# William Kapell
William Kapell est un pianiste américain, né le 20 septembre 1922 à New York et mort le 29 octobre 1953 à Kings Mountain (Californie) dans un accident d'avion.

## Biographie
Kapell aurait commencé à étudier le piano à l'âge de 7 ans. 
À l'âge de 10 ans il commence à étudier avec la pédagogue Dorothea Anderson La Follette. Il remporte alors un premier concours.
En 1937, il joue le concerto no 3 de Beethoven et le no 2 de Chopin, retransmis sur une radio nationale.
À partir de 1938, il étudie au conservatoire de Philadelphie puis la Juilliard School of Music de New York avec Olga Samaroff.
En 1940 il gagne le concours pour jeunes pianistes de l'orchestre de Philadelphie. En 1941 il obtient le premier prix du concours international de piano Naumburg. Il fait alors ses débuts à New York puis entreprend une carrière internationale.
En 1942, il se fera remarquer pour son interprétation du concerto pour piano de Khatchatourian qu'il sera amené à jouer avec la plupart des grands orchestres des États-Unis.
À la fin des années 1940, Kapell étudie avec Artur Schnabel, pour lequel il joue notamment Mozart et Schubert.
Kapell a mené une brève carrière d'enseignement à la Juilliard School of Music durant laquelle il eut comme élève le pianiste Jerome Lowenthal.
Le critique Harold C. Schonberg considérait Kapell comme l'un des pianistes américains les plus prometteurs de la génération de l'après-guerre. La brillante carrière de ce musicien est brisée lorsqu'il périt lors d'un accident d'avion au retour d'une tournée en Australie. Il avait 31 ans. Son style était considéré comme direct, clair, énergique, sa technique impeccable et son répertoire éclectique,.

## Enregistrements
Il existe une collection de onze disques compacts proposant d'entendre Kapell dans des œuvres de Chopin, le deuxième concerto et la Rhapsodie sur un thème de Paganini de Rachmaninov et le concerto pour piano de Khatchatourian. Cette collection contient également des œuvres moins connues, parmi lesquelles ses premiers enregistrements de préludes de Chostakovitch, de sonates de Scarlatti et la sonate de Copland.  De même, RCA a publié un double CD des enregistrements live des derniers concerts donnés en Australie en 1953 juste avant la mort du pianiste. Ces CD contiennent en particulier des interprétations inconnues jusqu'alors chez Kapell : God Save the Queen, la Suite bergamasque de Debussy, la Barcarolle op. 60, le 1er scherzo de Chopin, et la 7e sonate Op 83 de Prokofiev.

## Postérité
Le compositeur Aaron Copland lui a dédié sa Fantaisie pour piano (1955).
En 1986, le concours de piano de l'Université du Maryland a été rebaptisé, en l'honneur de Kapell et à l'initiative d'Eugene Istomin : concours international de piano William Kapell.